# Lista över borgmästare i Luleå
Detta är en lista över staden Luleå stads borgmästare.

## Borgmästare i Luleå
Borgmästare i Luleå  stad före 1971.
| Ämbetstid | Namn                 | Levnadstid |
| --------- | -------------------- | ---------- |
| 1710–1727 | Anders Malmström     | –1727      |
| 1735–1760 | Olof Unæus           | 1697–1760  |
| 1760–1769 | Emanuel Fluur        |            |
| 1790–1801 | Nils Peter Bergström | 1735–1801  |
| 1824–1830 | Carl Adolf Modin     | 1797–1860  |
| 1890–1937 | Axel Fagerlin        | 1859–1941  |
| 1937–1966 | Vincent Ekholm       | 1901–1973  |
| 1966–1970 | Bengt Jacobson       | 1909–1981  |